# Dodge Challenger
O Challenger é um modelo desportivo de duas portas de tamanho médio da Dodge. A sua produção iniciou-se em 1970. Partilhando a sua plataforma (E-Body) com o Plymouth Barracuda o Dodge Challenger impressionou pela sua vasta gama de motorizações. A versão R/T (Road/Track) dispunha de motores, todos eles V8 desde o de 335cv, o de 375cv, com um carburador de quatro corpos, Magnum 440 e o topo de linha 426 Hemi V8 de 425cv. A Dodge ainda construiu a versão T/A (Trans Am), a qual era vendida quase idêntica à que a Dodge competia no campeonato Trans Am. 
O primeiro carro que levava o nome Challenger foi a introdução no meio do ano de 1959 uma edição limitada de Dodge Challenger Prata. Este foi um modelo de seis cilindros ou V8 disponível apenas na pintura de prata e apenas em um corpo de duas portas. Ele veio com recursos extras, sem nenhum custo, incluindo pneus premium parede branca, as tampas das rodas completas, limpadores de pára-brisas elétricos, bem como um interior atualizado com tecidos de luxo e de parede a parede carpete profundo.
Em 1971 o Challenger foi reestilizado, tendo também devido às leis de emissão de gases, ter reduzido a sua potência. 1972 foi um mau ano para o Challenger, tendo a Dodge acabado com a versão conversível e a R/T. A versão mais potente do Challenger oferecia agora  modestos 440cv. Em substituição do R/T a Dodge lançou a versão Rally, com parcos 150cv. 
Em 1974 o Challenger desapareceu, deixando saudades por todos os entusiastas deste modelo da Dodge. 
Em 2006 a Dodge construiu um carro conceito denominado Challenger Concept, que trouxe de volta o Challenger equipado de um motor Hemi V8 de 425cv. Sucesso de vendas nos Estados Unidos. O carro é importado também ao Brasil. A velocidade maxima dele pode chegar a 320 km/h e vai de 0 a 100 km/h em 3.5 segundos.

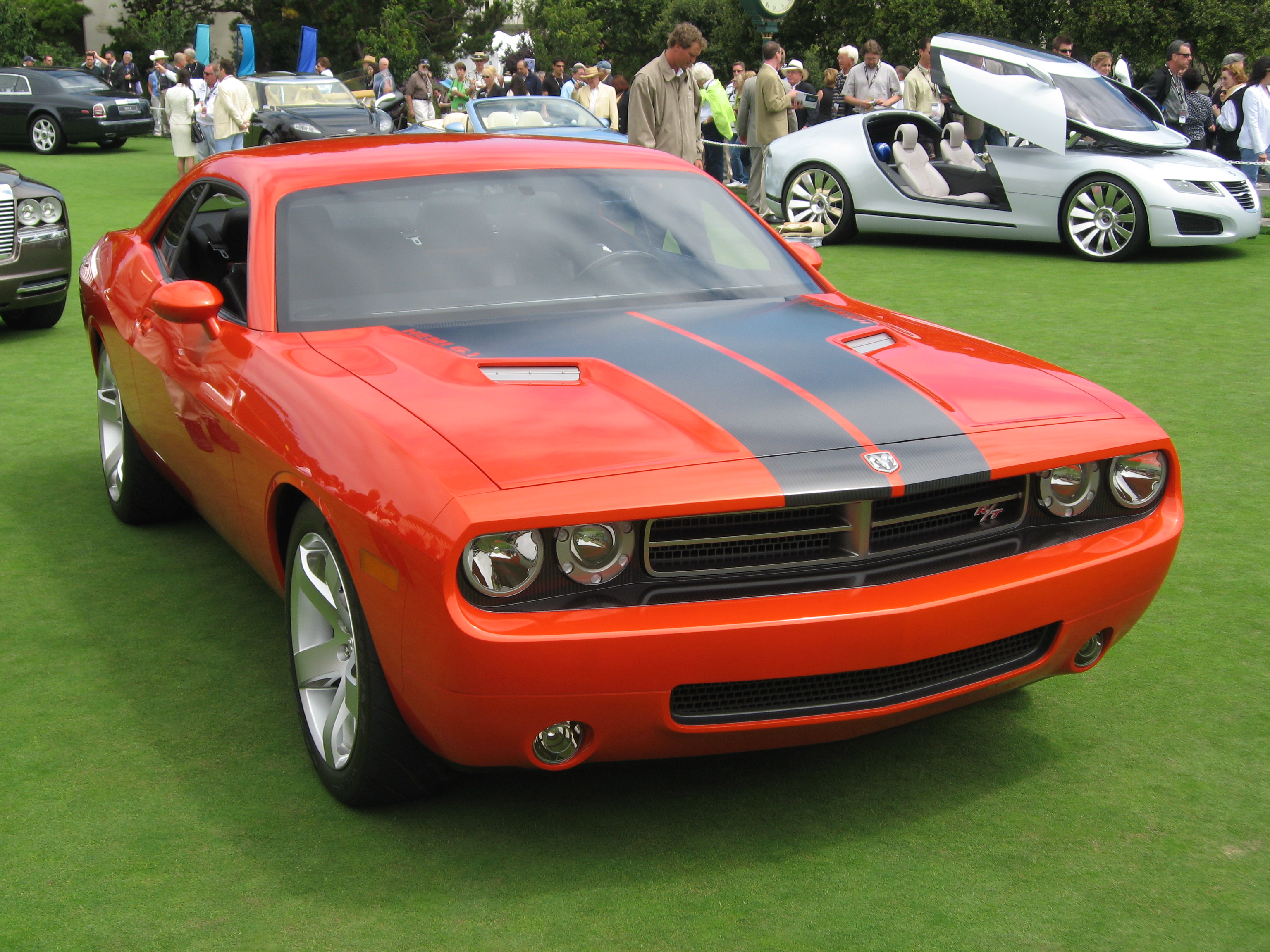
Modelo 2006

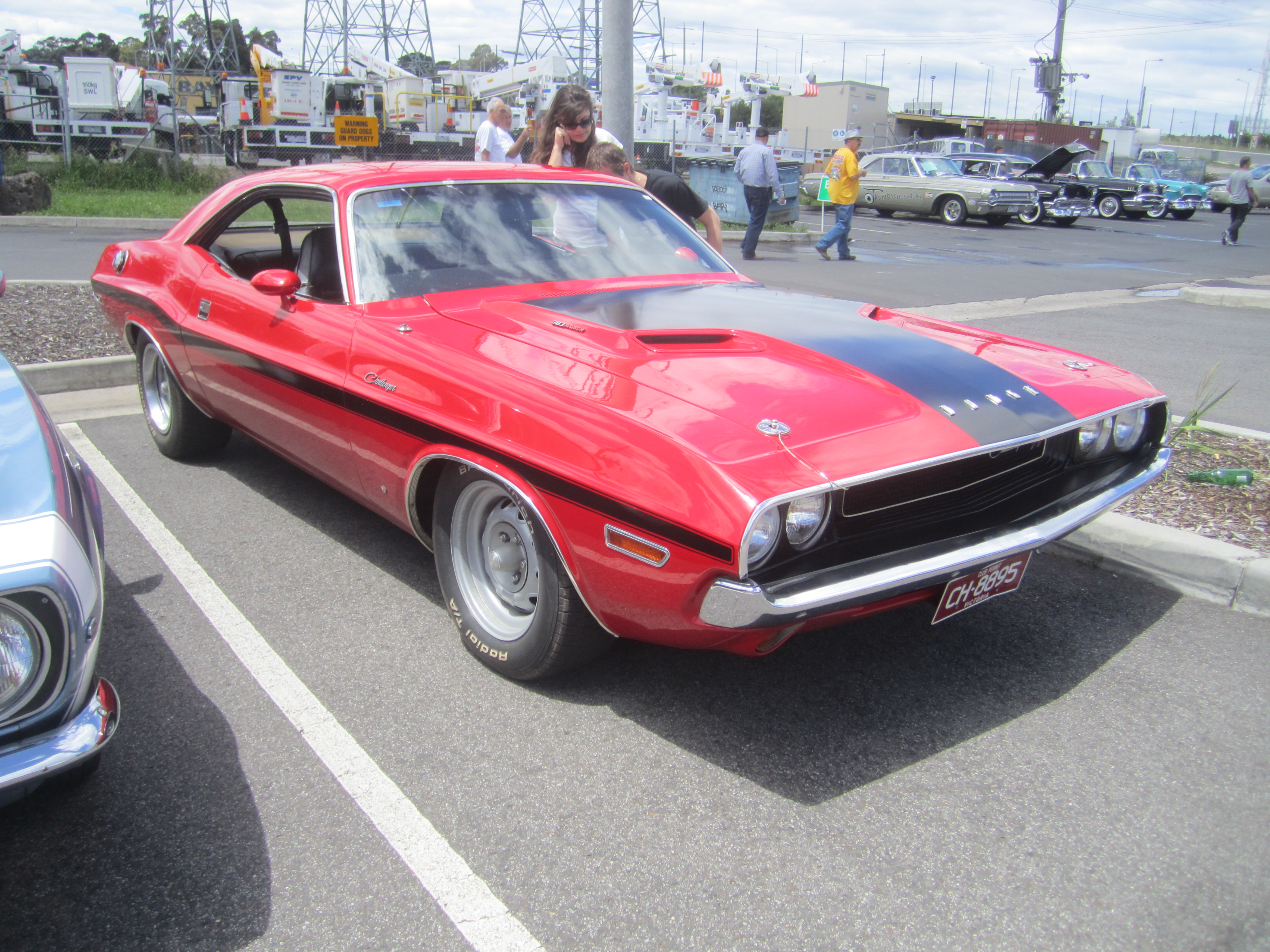
Dodge Challenger 1970

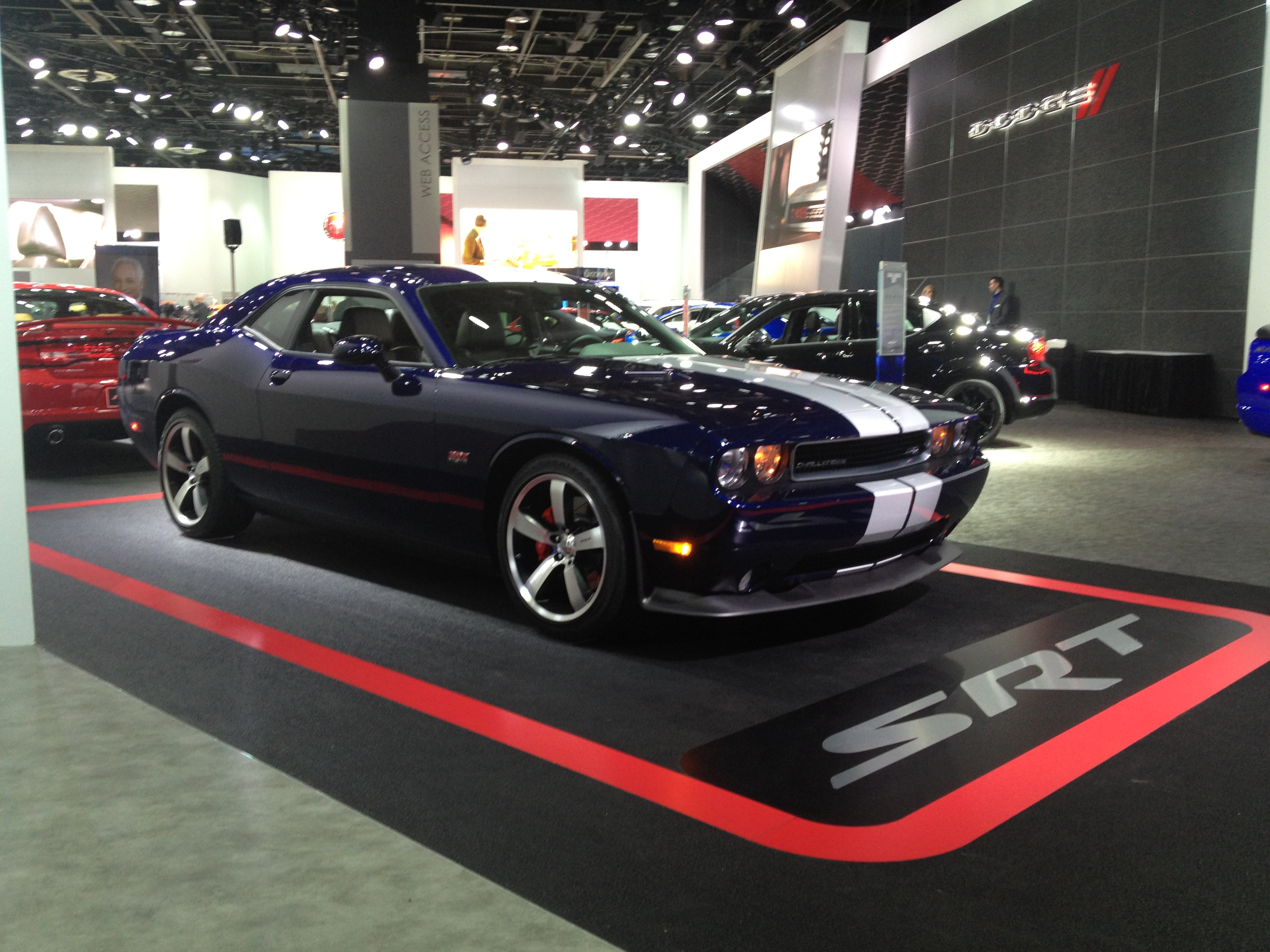
Dodge Challenger SRT 2013

O modelo também tem uma nova versão para 2015.O Challenger hellcat conta com um supercharger que proporciona 717 (hp) cavalos de potência,usando gasolina de competição.Em 1971 o Dodge Challenger participou do filme Vanishing Point sendo o "getaway car" (carro de fuga) do filme.